# Битва при Карусе
Битва при Карусе (відома також як Льодове побоїще) — битва між військами Лівонського ордену та їх союзників — лицарів Данської Естонії, з одного боку, та литовців та земгалів під проводом великого князя Тройдена з іншого боку, яка відбулась 16 лютого 1270 року поблизу села Карусе (західна Естонія) та на льоду протоки Муху в Балтійському морі.

## Передумови
Зимою 1270 року литовці та земгали здійснили набіг на Лівонію та дійшли до острова Сааремаа, здійснивши марш-кидок по льоду замерзлого Балтійського моря. На зворотньому шляху в протоці біля острова Муху їх зустріли лицарі Лівонського ордену та їх союзників — данських лицарів з Ревеля, війська Дерптського та Езель-Вікського єпископств, місцевих ополченців під загальним керівництвом Великого магістра Отто фон Люттенберга.

## Хід битви
Литовці побудували імпровізовану барикаду з саней обозу. Лівонські лицарі у центрі клином врізались в укріплений саньми стрій литовців. Данські війська на правому фланзі та єпископські на лівому флангах відстали. Лицарські коні застрягали між возами, що дозволило литовцям контратакувати лицарів, які втратили маневреність, і таким чином, розбити основні сили противника. Коли підійшли єпископські війська, битва відновилась, але й ці війська також були розбиті.

## Наслідки
Литовці зберегли свою здобич, але втратили близько 1600 чоловіків загиблими. Зі сторони лівонців загинули 52 лицарі, в тому числі сам великий магістр Отто фон Люттенберг, а також ще близько 600 інших воїнів та велика кількість ополченців.
Битва при Карусе вважається третьою за значимістю перемогою війська Великого князівства Литовського на Лівонським орденом у XIII столітті (після битви при Сауле та битви біля озера Дурбе).